# Royal Borough of Greenwich
De Royal Borough of Greenwich is een borough en een district van Londen, de hoofdstad van het Verenigd Koninkrijk. Samen met de City of London en elf andere boroughs vormt het Inner London, het centrale deel van de regio Groot-Londen. De borough bestaat uit een vijftiental wijken (districts en areas) en telde in 2017 circa 280.000 inwoners. Het bestuur wordt gevormd door de Greenwich London Borough Council. Het raadhuis (Woolwich Town Hall) en de kantoren van de borough staan in Woolwich.

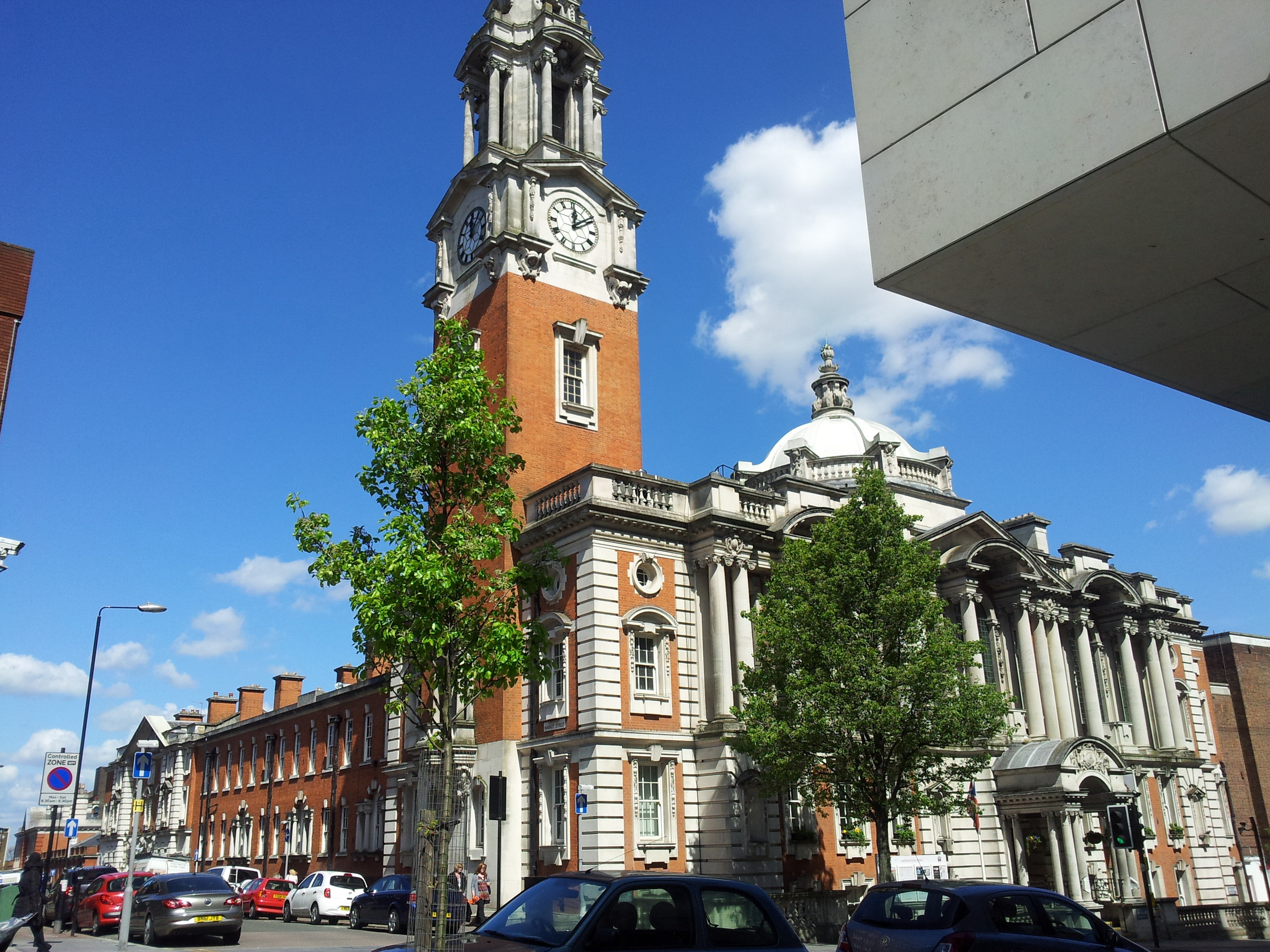
Stadhuis van Woolwich

## Geschiedenis
De naam van de borough is afgeleid van de historische plaats Greenwich, gelegen in het uiterste westen van de borough. In 1965 ontstond uit een fusie van de voormalige Metropolitan Borough of Greenwich met een deel van de Metropolitan Borough of Woolwich de Borough of Greenwich. De meeste administratieve diensten van de borough werden in Woolwich gevestigd, onder andere in het stadhuis van Woolwich. Op 3 februari 2012, ter gelegenheid van het diamanten regeringsjubileum van Elizabeth II, werd de naam van de borough gewijzigd in Royal Borough of Greenwich, om daarmee de historische verbondenheid van de borough met het Engelse koningshuis uit te drukken. Later dat jaar was Greenwich een van de zes Londense boroughs waar de Olympische Zomerspelen 2012 plaatsvonden, onder andere in The O2 (basketbal en turnen), in Greenwich Park (paardensport en vijfkamp) en in de Royal Artillery Barracks in Woolwich (schietsport).
In het London Plan uit 2004/2011 kregen twee stedelijke kernen in de borough het predicaat major centre (hoofdcentrum): Woolwich en Eltham. Vijf gebieden, alle gelegen aan de Theems, werden aangemerkt als opportunity areas (gebieden met goede ontwikkelingsmogelijkheden binnen Groot-Londen): Deptford Creek/Greenwich Riverside, Greenwich Peninsula, Charlton Riverside, Woolwich en Thamesmead/Abbey Wood
Binnen dit plan kreeg Greenwich tevens de taak om tussen 2015 en 2025 26.850 huizen te bouwen om te voorzien in het woningtekort in Londen. Slechts in twee andere boroughs worden meer huizen gebouwd.

## Geografische ligging en indeling
De borough is gelegen aan de zuidoever van de Theems in het zuidoosten van Londen. Greenwich grenst aan de noordzijde aan de boroughs Tower Hamlets, Newham en Barking and Dagenham. Ten westen ligt de borough Lewisham, ten zuiden ligt Bromley en ten oosten Bexley.
De Royal Borough of Greenwich bestaat uit 17 kiesdistricten (wards), die elk drie raadsleden leveren voor de gemeenteraad, de Greenwich London Borough Council:
- Greenwich West
- Peninsula
- Blackheath Westcombe
- Charlton
- Kidbrooke with Hornfair
- Woolwich Riverside
- Woolwich Common
- Shooters Hill
- Glyndon
- Thamesmead Moorings
- Plumstead
- Abbey Wood
- Middlepark and Sutcliffe
- Eltham West
- Eltham North
- Eltham South
- Coldharbour and New Eltham

## Bezienswaardigheden
De Royal Borough of Greenwich trekt jaarlijks een groot aantal toeristen, vooral vanwege het historische erfgoed in Maritime Greenwich, dat tot het UNESCO-werelderfgoed behoort. Het gebied speelde een belangrijke rol in de maritieme geschiedenis van Londen en het Verenigd Koninkrijk. De meeste historische gebouwen bevinden zich rondom Greenwich Park, in het park ligt het Koninklijk Observatorium, bekend van de meridiaan van Greenwich. Ten noorden van het park het Queen's House, het Old Royal Naval College (oorspronkelijk Greenwich Hospital genoemd) en het National Maritime Museum. Vlak bij de Theems ligt ook het museumschip Cutty Sark afgemeerd. 
In North Greenwich (Greenwich Peninsula) ligt de moderne O2 Arena. De London cable car is een kabelbaan die het Peninsula verbindt met de noordelijke Theemsoever.
Enkele grote gebouwencomplexen die nauw verbonden zijn met de militaire en maritieme expansie van het Britse Rijk bevinden zich in Woolwich: Woolwich Dockyard, het Royal Arsenal, de Royal Artillery Barracks en de Royal Military Academy.
Elders in de borough kunnen Charlton House, Eltham Palace en Severn Droog Castle genoemd worden als bijzondere Grade I and Grade II* Listed Buildings.

## Groengebieden

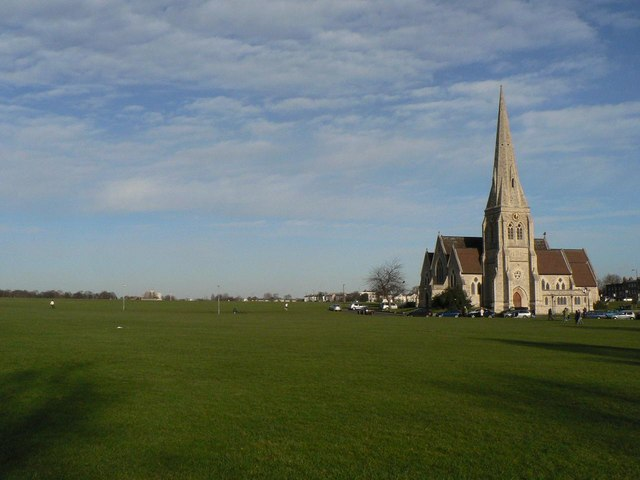
Eenzame kerk in Blackheath

De Royal Borough of Greenwich geldt als een van de groenste boroughs van Londen met meer dan 50 bossen, parken en open groengebieden (greens en commons). De belangrijkste zijn:
- Blackheath
- Greenwich Park
- Oxleas Wood
- Plumstead Common
- Woolwich Common

## Transport

### Bruggen, veerboten en tunnels
In de Royal Borough of Greenwich bevinden zich geen bruggen over de Theems. De Blackwall Tunnel uit 1897 is de enige verkeerstunnel onder de Theems in de borough. In Woolwich verzorgt de Woolwich Ferry de rivieroversteek (voornamelijk voor auto- en vrachtverkeer, maar ook toegankelijk voor voetgangers en fietsers) en vormt daar de verbinding tussen de North en de South Circular Road. In de borough bevinden zich verder twee voetgangerstunnels: de Greenwich foot tunnel en de Woolwich Foot Tunnel.

### Treinverbindingen

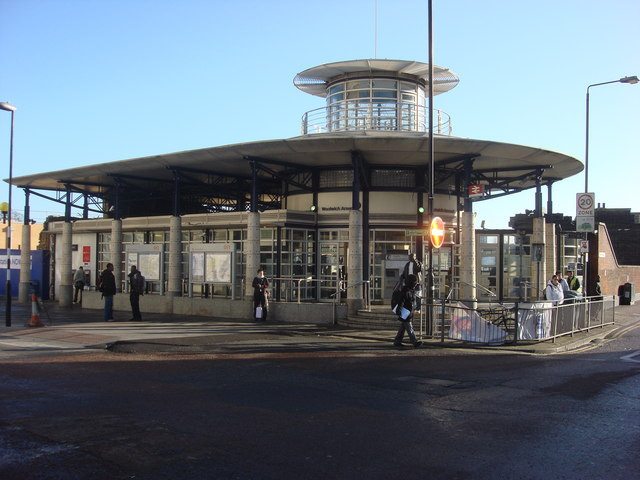
Station Woolwich Arsenal

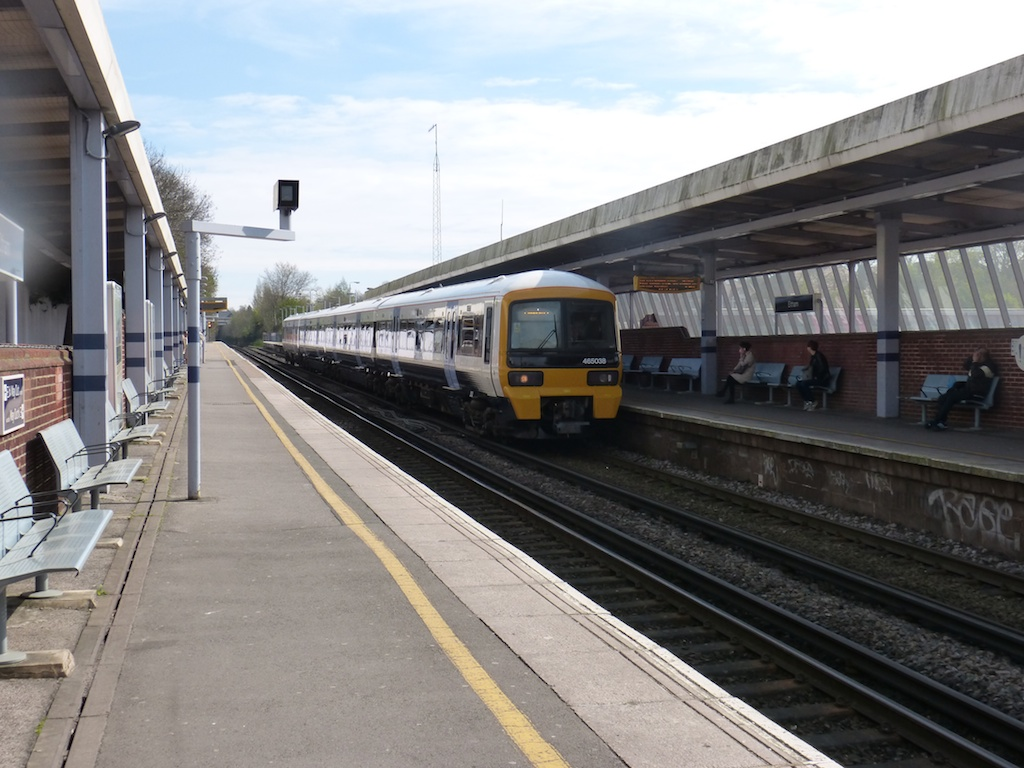
Station Eltham

Alle treinverbeindingen in de Royal Borough of Greenwich worden verzorgd door de spoorwegmaatschappij Southeastern. In de borough bevinden zich 13 spoorwegstations:
- Station Abbey Wood
- Station Blackheath (net buiten in Greenwich)
- Station Charlton
- Station Eltham
- Station Greenwich
- Station Kidbrooke
- Station Maze Hill
- Station Mottingham
- Station New Eltham
- Station Plumstead
- Station Westcombe Park
- Station Woolwich Arsenal
- Station Woolwich Dockyard

### Metro- en DLR-verbindingen

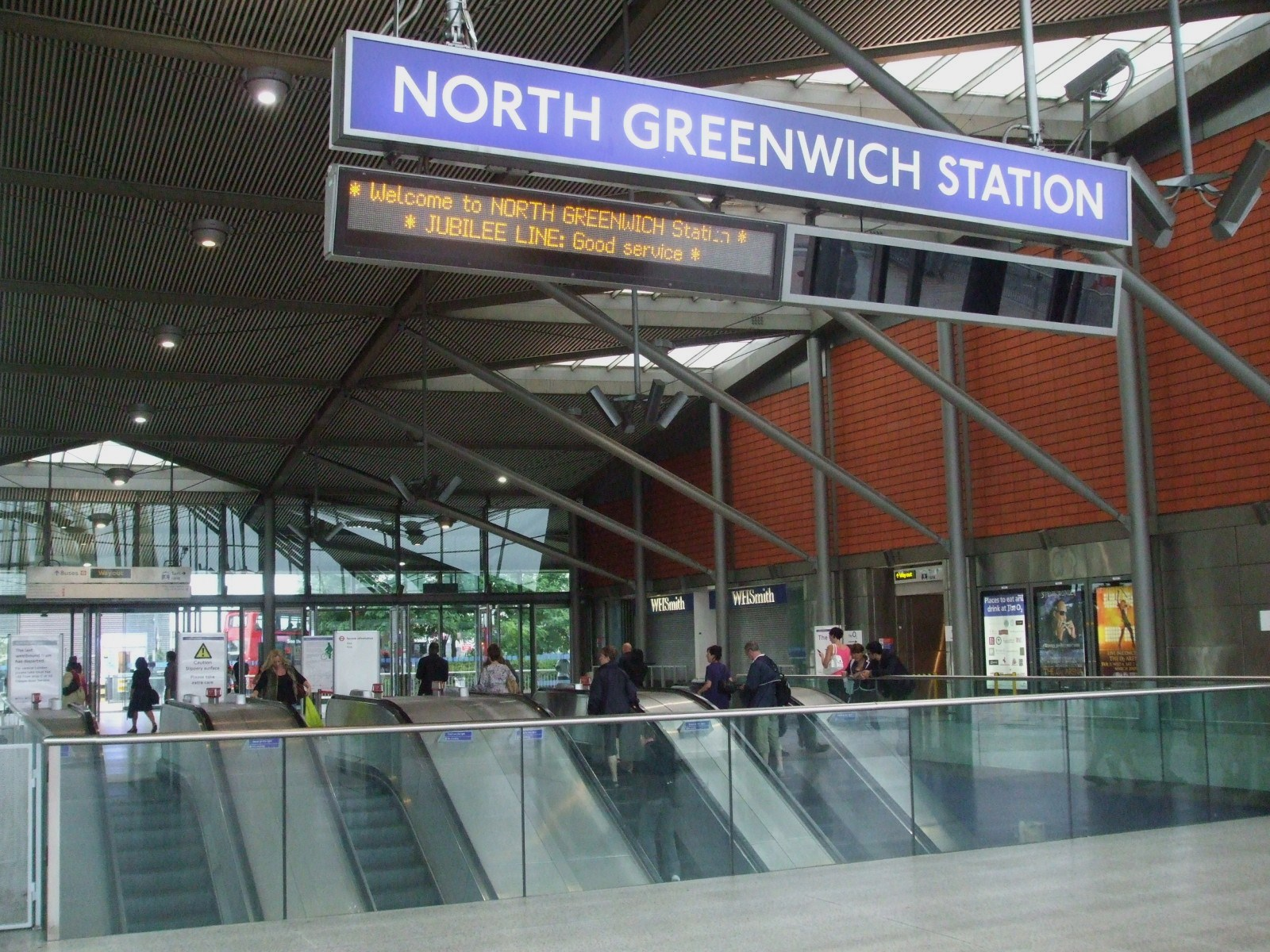
Metrostation North Greenwich

De Jubilee Line en de Docklands Light Railway (DLR) zijn de twee metro- en lightrailverbindingen die met name het noordelijk en westelijk deel van de borough verbinden met het centrum van Londen en andere boroughs. Anno 2022 bevinden zich een zestal metro/DLR-stations in de borough:
- Metrostation Cutty Sark (DLR)
- Metrostation Deptford Bridge (DLR)
- Metrostation Elverson Road (DLR)
- Station Greenwich (DLR)
- Metrostation North Greenwich (Jubilee Line)
- Station Woolwich Arsenal (DLR)

In 2022 opende de Elizabeth line met stations in Woolwich (Station Woolwich) en Abbey Wood, waardoor het oostelijk deel van de borough een zeer frequente en snelle verbinding met het centrum van London kreeg.